# Alaudala
Genre
Alaudala est un genre de passereaux de la famille des Alaudidae. Il comprend cinq espèces d'alouettes.

## Répartition
Ce genre se trouve à l'état naturel en Afrique,, en Asie, et en Europe (péninsule ibérique, Ukraine, Russie).

## Liste des espèces
Selon la classification de référence du Congrès ornithologique international (version 8.2, 2018) (ordre alphabétique) :
- Alaudala athensis (Sharpe, 1900) — Alouette d'Athi
- Alaudala cheleensis Swinhoe, 1871 — Alouette de Swinhoe
  - Alaudala cheleensis leucophaea (Severtsov, 1873)
  - Alaudala cheleensis seebohmi Sharpe, 1890
  - Alaudala cheleensis tuvinica (Stepanyan, 1975)
  - Alaudala cheleensis cheleensis Swinhoe, 1871
  - Alaudala cheleensis kukunoorensis Przewalski, 1876
  - Alaudala cheleensis beicki (Meise, 1933)
- Alaudala somalica Sharpe, 1895 — Alouette rouillée, Alouette roussâtre
  - Alaudala somalica perconfusa (White, CMN, 1960)
  - Alaudala somalica somalica Sharpe, 1895
  - Alaudala somalica megaensis (Benson, 1946)
- Alaudala rufescens (Vieillot, 1819) — Alouette à tête rousse, Alouette pispolette
  - Alaudala rufescens rufescens (Vieillot, 1819)
  - Alaudala rufescens polatzeki (Hartert, 1904)
  - Alaudala rufescens apetzii (Brehm, AE, 1857)
  - Alaudala rufescens minor (Cabanis, 1851)
  - Alaudala rufescens nicolli (Hartert, 1909)
  - Alaudala rufescens pseudobaetica (Stegmann, 1932)
  - Alaudala rufescens heinei (Homeyer, 1873)
  - Alaudala rufescens aharonii (Hartert, 1910)
  - Alaudala rufescens persica Sharpe, 1890
- Alaudala raytal (Blyth, 1845) — Alouette argentée, Alouette des sables, Alouette indienne, Alouette raytal, Calendrelle des sables
  - Alaudala raytal adamsi (Hume, 1871)
  - Alaudala raytal raytal (Blyth, 1845)
  - Alaudala raytal krishnakumarsinhji (Vaurie & Dharmakumarsinhji, 1954)